# Straight acting
Straight-acting eller straightacting (engelska för ungefär "som uppför sig som en heterosexuell person")   ("Heteroaktig" eller "heteromässig" på svenska) används om homosexuella personer som inte uppvisar ett stereotypt ”homoaktigt” beteende eller utseende. Benämningen används ofta av homosexuella män och kvinnor som själva kallar sig ”straight acting” för att visa att de inte identifierar sig med den traditionella, standardiserade bilden av homosexuella män eller kvinnor. Eftersom begreppet lätt lyfter fram negativa homostereotyper kan dess användande uppfattas som stötande.
En annan term som kan användas i samma betydelse är "heterobög". De som anser sig vara "heterobögar" vill oftast bryta den traditionella ”homonormen”.